# Asesinato de Elyse Pahler
Elyse Marie Pahler (California, 24 de abril de 1980 - Ibidem, 22 de julio de 1995) fue una joven estadounidense, víctima de asesinato, cuyos padres intentaron demandar a la banda de thrash metal Slayer, alegando que la música del grupo había contribuido a la muerte de su hija en el verano de 1995.

## Asesinato
El cuerpo de Elyse Pahler, de 15 años, fue descubierto en un eucaliptal cerca de su casa en Arroyo Grande (California), en marzo de 1996. Había sido estrangulada, asesinada a puñaladas y violada allí ocho meses antes por sus conocidos Jacob Delashmutt, Joseph Fiorella y Royce Casey. Al parecer, los autores volvieron a acercarse al cadáver y mantuvieron relaciones sexuales con él en varias ocasiones. El cuerpo fue localizado después de que Casey confesara el crimen tras una conversión al cristianismo. Los tres finalmente se declararon inocentes de su asesinato y permanecen encarcelados, cumpliendo cadena perpetua.
El trío sacó a Elyse de su casa con la intención declarada de matarla como parte de un ritual satánico, aunque el crimen tiene muchas de las características de otros asesinatos similares con motivación sexual. En su defensa, los acusados dijeron que habían necesitado cometer un "sacrificio al diablo" para dar a su banda de heavy metal la "locura" de "ser profesionales".

## Demanda
David y Lisanne Pahler alegaron que las canciones de Slayer "Post Mortem" y "Dead Skin Mask" (de los álbumes Reign in Blood y Seasons in the Abyss, respectivamente) les habían dado a los tres asesinos instrucciones detalladas para "acechar, violar, torturar, asesinar y cometer actos de necrofilia" con su hija. La demanda se presentó originalmente en 1996, pero se retrasó hasta el año 2000, cuando concluyó el juicio de los asesinos. El caso inicial fue desestimado en un principio, ya que el juez declaró: "No hay una posición legal que pueda adoptarse que haga a Slayer responsable de la muerte de la chica. ¿Dónde se traza la línea? Podrías empezar a buscar en la biblioteca todos los libros de la estantería".
Sin inmutarse, los Pahler iniciaron una segunda demanda alegando que Slayer "distribuía a sabiendas material perjudicial para los menores". Este caso también fue desestimado, y el juez E. Jeffrey Burke declaró: "No considero que la música de Slayer sea obscena, indecente o perjudicial para los menores".
El propio Jacob Delashmutt declaró en una entrevista en The Washington Post: "La música es destructiva [pero] no es por eso por lo que Elyse fue asesinada. Fue asesinada porque Joe [Fiorella] estaba obsesionado con ella, y obsesionado con matarla".

## Consecuencias
A Royce Casey le fue denegada la libertad condicional por el gobernador Gavin Newsom en julio de 2021; Joseph Fiorella tuvo una audiencia de libertad condicional programada tentativamente para julio de 2022 después de renunciar voluntariamente a su derecho a una audiencia durante un año y Jacob Delashmutt cuenta con otra audiencia de libertad condicional programada para diciembre de 2024.
Royce Casey está encarcelado en la Prisión Estatal del Valle; Joseph Fiorella está en la Prisión Estatal de High Desert; y Jacob Delashmutt cumple condena en el Centro de Entrenamiento Correccional.